# Carl Achenbach
Carl Achenbach (Duisburgo, 14 de junio de 1881-Kassel, 22 de febrero de 1961) fue un pintor y fotógrafo alemán.

## Biografía

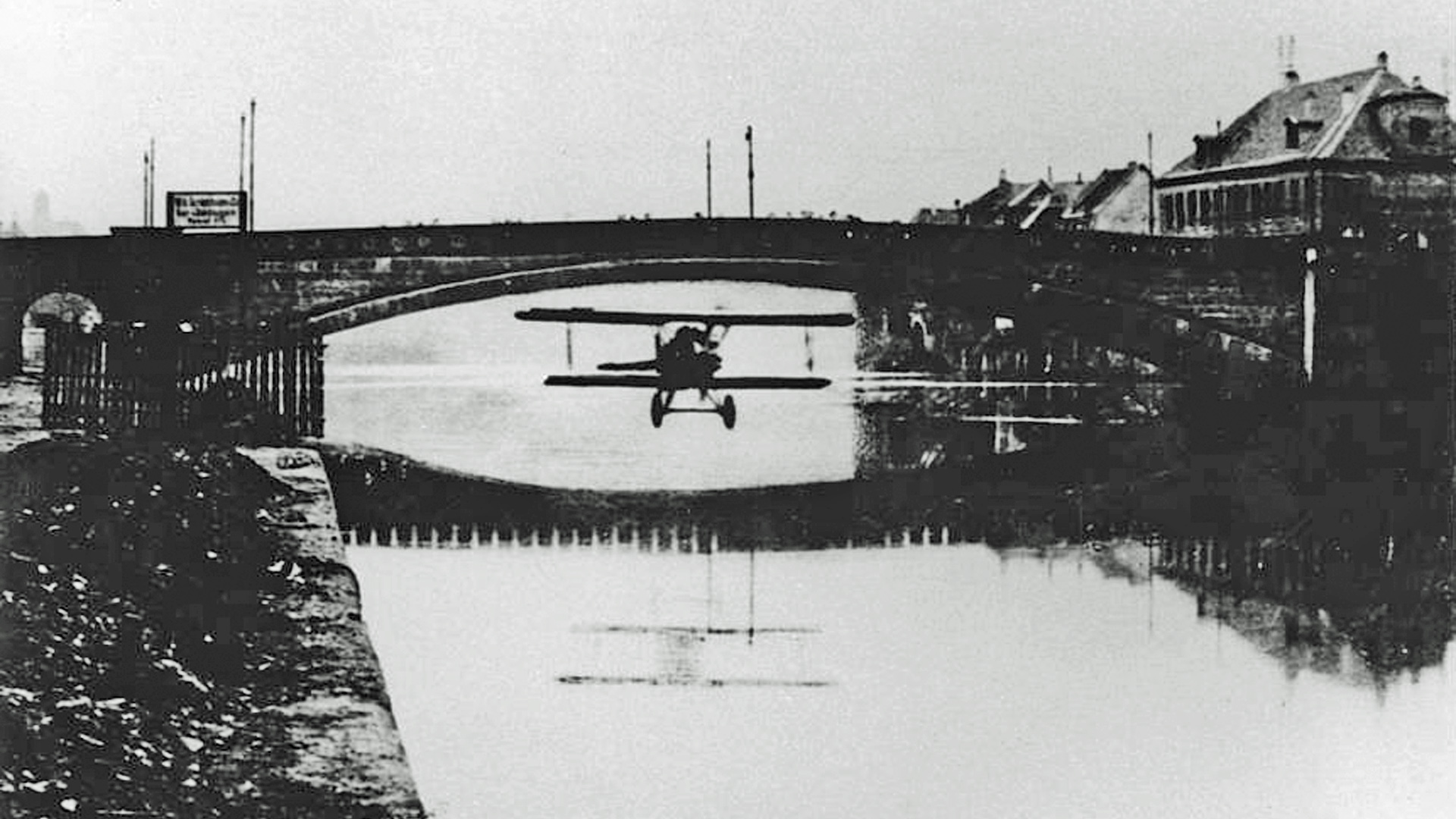
Fotomontaje de Carl Achenbach de un avión pasando bajo el puente Fuldabrücke de Kassel realizado en 1924

Carl Achenbach fue el sucesor de Oscar Tellgmann como fotógrafo de la corte del kaiserGuillermo II de Alemania. 
Su fotomontaje representando el paso del piloto Kurt Katzenstein bajo el puente Fulda de Kassel se hizo mundialmente conocido en los medios de prensa de su tiempo en noviembre de 1924, un mes después del paso real bajo el túnel hecho por el piloto.
El pintor realizó muchas tomas de Kassel y paisajes de Harle, así como motivos de la cultura Schwalm de Hessen. 
Como pintor se prodigó en la fotografía de desnudo y en las representaciones de animales al óleo y a la acuarela.
Carl Achenbach se casó con Mary Achenbach, con la cual compartió su vida hasta su muerte en Kassel en 1961.

## Exposiciones (selección)
- 1944: Gauausstellung kurhessischer Künstler[1] Kunstverein Kassel, Ballhaus

## Trabajos en colecciones
- Neue Galerie Kassel